# Jaša marú
Jaša maru je tradiční bhútánské jídlo, jehož hlavními ingrediencemi jsou rajčata a kuřecí maso. Připravuje se tak, že se nechá nadrobno nakrájené kuřecí maso vařit ve vodě (popřípadě smažit) společně s trochou oleje. Ke kuřeti se poté přidá cibule, nakrájená rajčata, čili papričky, popřípadě ještě jiná zelenina (pórek), a nechávají se společně dusit. Jídlo se dochutí zázvorem, česnekem a ozdobí koriandrem. 